# فرکینگ در نیوزیلند
فرکینگ از سال ۱۹۸۹ در نیوزیلند، عمدتاً در تاراناکی و همچنین در لایه‌های زغال‌سنگ در وایکاتو و ساوتلند، انجام شده است. نگرانی‌هایی در مورد اثرات منفی آن مطرح شده است و برخی از حوزه‌های قضایی دولت محلی خواستار توقف فرکینگ شده‌اند، اما این درخواست توسط دولت رد شده است. اثرات زیست‌محیطی فرکینگ توسط قانون مدیریت منابع (RMA) از طریق الزام به رضایت منابع تنظیم می‌شود.

## تاریخچه
فرکینگ از سال ۱۹۸۹ در منطقه تاراناکی انجام می‌شود و این تکنیک در بیش از ۵۰ چاه در مناطق تاراناکی و وایکاتو مورد استفاده قرار گرفته است. شرکت مینرالز برای استخراج گاز از لایه‌های زغال‌سنگ در سواحل جنوب کانتربری و دشت‌های کانتربری درخواست مجوز اکتشاف داده است.
در سال ۲۰۱۲، شورای منطقه‌ای تاراناکی گزارشی منتشر کرد که نشان می‌داد ۶۵ فعالیت شکست هیدرولیکی در ۳۹ چاه انجام شده است، بدون اینکه هیچ مدرکی دال بر مشکلات زیست‌محیطی مرتبط وجود داشته باشد. این گزارش همچنین نشان داد که خطر آلوده شدن سفره‌های آب شیرین بسیار کم است. از آگوست ۲۰۱۱، شورای منطقه‌ای تاراناکی برای تمام تخلیه‌های ناشی از شکستگی‌های زیرسطحی، کسب رضایت منابع را الزامی کرده است.
در سال ۲۰۱۲، کمیسر پارلمانی محیط زیست (PCE) تحقیقاتی را در مورد اثرات زیست‌محیطی فرکینگ در نیوزیلند انجام داد. این گزارش موقت بیان کرد که خطرات زیست‌محیطی را می‌توان به‌طور مؤثر مدیریت کرد.
همچنین در سال ۲۰۱۲، پس از آنکه ارتباط احتمالی بین زلزله و شکست هیدرولیکی در انگلستان نشان داده شد، کرایست‌چرچ اولین شهر در نیوزیلند بود که خود را «منطقه عاری از فرکینگ» اعلام کرد.
در سال ۲۰۱۳، نخست‌وزیر جان کی اظهار داشت که عملیات شکست هیدرولیکی در تاراناکی در ۳۰ سال گذشته بدون هیچ مشکلی با خیال راحت در حال انجام بوده است.
در سال ۲۰۱۴، PCE گزارشی در مورد حفاری و فرکینگ نفت و گاز منتشر کرد. دامنه این گزارش پس از بازخورد در مورد گزارش موقت گسترش یافت، که بر اساس آن PCE به این نتیجه رسید که نگرانی در مورد خود فرکینگ نیست، بلکه در مورد گسترش صنعتی است که فرکینگ آن را فعال کرده است. PCE هیچ مدرکی دال بر وجود مشکلات عمده زیست‌محیطی پیدا نکرد و در صورت رعایت بهترین شیوه‌ها، خطرات ناشی از یک مشکل عمده کم است. با این حال، PCE همچنین دریافت که نظارت و مقررات نیوزیلند برای مدیریت خطرات زیست‌محیطی کافی نیست. گزارش سال ۲۰۱۴ توصیه‌هایی را برای رفع کاستی‌های نظارتی ارائه می‌دهد و نتیجه می‌گیرد که تهدید نهایی، تغییرات اقلیمی است. دولت در حال بررسی توصیه‌های PCE برای بهبود نظارت نظارتی است.

## مخالفت
فعالان محیط زیست با استناد به نگرانی‌هایی در مورد آلودگی آب و لرزه‌خیزی القایی، نگرانی‌هایی را در مورد فرکینگ مطرح کرده‌اند. چهار شورای محلی خواستار توقف فرکینگ شده‌اند؛ شورای شهر کرایست‌چرچ، شورای منطقه سلوین، شورای منطقه کایکورا و شورای منطقه وایماکاریری. در سال ۲۰۱۲، هیئت‌های محلی در کرایست‌چرچ و در منطقه تاراناکی جنوبی، جایی که فرکینگ در حال انجام است، خواستار ممنوعیت آن شدند. وزیر انرژی و منابع، فیل هیتلی، اظهار داشت که RMA ضمانت‌های کافی را ارائه می‌دهد.
استراترا، گروه صنعتی بخش‌های منابع و معادن نیوزیلند، معتقد است که فرکینگ انجام شده در نیوزیلند ایمن است.
در آوریل ۲۰۱۲، شورای شهر کرایست‌چرچ به اتفاق آرا رأی داد تا این شهر را منطقه عاری از فرکینگ اعلام کند. هرگونه رضایت‌نامهٔ منابع مورد نیاز برای فرکینگ باید به شورای منطقه‌ای محیط زیست کانتربری که صلاحیت رسیدگی به تخلیه‌های زیرزمینی را دارد، ارائه شود، بنابراین منطقهٔ عاری از فرکینگ تا حد زیادی نمادین است. سخنگوی محیط زیست کانتربری گفت که شورای منطقه‌ای هیچ قانون خاصی در رابطه با فرکینگ ندارد، اما سیاست‌هایی وجود دارد که در مورد درخواست‌های فرکینگ اعمال می‌شود.
در نیوزیلند، دکتر جان رایت، کمیسر پارلمانی محیط زیست، تحقیقاتی در مورد فرکینگ انجام داد. یک گزارش اولیه، مقررات سختگیرانه‌تری را در مورد این عمل توصیه کرد، اما از تلاش برای توقف آن خودداری کرد. دولت نیوزیلند از این گزارش استقبال کرد، اما اپوزیسیون در مورد تعهد دولت برای وضع قوانین سختگیرانه‌تر تردید داشت. دکتر رایت گفت که نمی‌تواند این احتمال را رد کند که فرکینگ می‌تواند باعث زلزله‌های بزرگی مانند سلسله لرزش‌هایی شود که بخش زیادی از کرایست‌چرچ را در سال‌های ۲۰۱۰ و ۲۰۱۱ ویران کرد. گری تیلور، رئیس انجمن دفاع از محیط زیست، گفت که از بررسی موضوع فراگیر تغییرات اقلیمی توسط دکتر رایت با توجه به سیاست‌های دولت در مورد تغییرات اقلیمی و سوگیری به سمت سوخت‌های فسیلی، خوشحال است. تیلور خواستار سیاست‌های متعادل‌تری شد که در آن به انرژی‌های تجدیدپذیر اولویت داده شود و کربن به درستی قیمت‌گذاری شود.